# Croton miradorensis
Espèce
Croton miradorensis est une espèce de plantes à fleurs du genre Croton et de la famille des Euphorbiaceae présente au Mexique (Veracruz, Chiapas).
Il a pour synonyme :
- Oxydectes miradorensis, (Müll.Arg.) Kuntze